# گونه فرضی

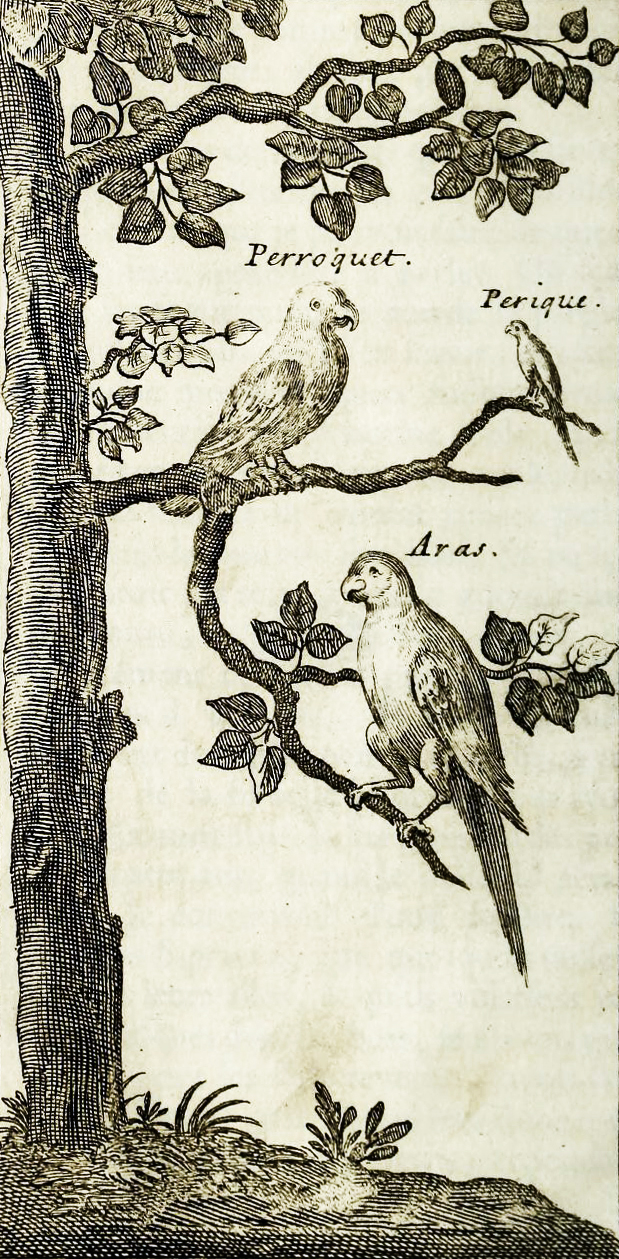
تصویری در سال ۱۷۲۲ توسط ژان باپتیست لابات از سه طوطی در گوادلوپ. هیچ بقایایی از این طوطی‌ها وجود ندارد و بنابراین طبقه‌بندی دقیق آرایه‌شناختی ناممکن است.

چندین گونه منقرض‌شده فرض شده‌اند، اما به دلیل کمبود شواهد، آنها را تنها می‌توان به عنوان گونه‌های احتمالی منقرض‌شده در نظر گرفت. آنها باعث سردرگمی شده‌اند، زیرا ممکن است یک گونه جداگانه، یک زیرگونه، یک گونه معرفی‌شده یا یک شناسایی اشتباه باشند.

## فهرست گونه‌های فرضی

### پرندگان
- ماکائوی سبزوزرد دومینیکن
- مرغ غول‌آسا
- طوطی‌های گینه نو[نیازمند منبع]
- آمازون گوادلوپ
- ماکائوی سرخ جامائیکایی
- ماکائوی آنتیل کوچک
- لوریوس تیبیالیس[نیازمند منبع]
- آمازون مارتینیک
- ماکائوی مارتینیک
- خویشاوندان فرضی طوطی رودریگز
- ماکائوی سرسرخ
- Réunion Solitaire (شناسایی احتمالی اشتباه اکراس رئونیون)
- رئونیون مانداب
- کرکس رنگین

### دایناسورها
- آرکئوراپتور
- پرواویس

### حشرات
- شب‌پره پودل ونزوئلایی
- دم‌چلچله‌ای آنتیگوآ (احتمالا بر اساس شناسایی اشتباه)

### پستانداران
- Chilihueque
- سامکسو
- Kting voar
- میمون دریایی استلر
- مروزی
- گرگ آند
- کالانا
- سگ ناشناخته ژجیانگ

### ماهیان
- Bathysphaera
- Bathysidus
- Bathyembryx